# Karl Ferdinand Kori
Karl Ferdinand Kori (češ. Carl Ferdinand Cori; Prag, 5. decembar 1896 — Kembridž, 20. oktobar 1984) bio je češki biohemičar i farmakolog. Rođen je u Pragu, tada teritoriji Austrougarske monarhije. Zajedno sa svojom suprugom Gerti Kori i argentinskim fiziologom Bernardom Husejom, dobio je Nobelovu nagradu 1947. godine za otkriće procesa razgradnje i ponovne sinteze glikogena i njegove uloge kao izvora i skladišta energije. Godine 2004. oboje su uvršteni u popis programa National Historic Chemical Landmarks kao priznanje njihovom istraživanju u spoznaji metabolizma ugljenih hidrata.

## Detinjstvo, mladost i obrazovanje
Karl je sin Karla Isidora Korija (1865–1954), zoologa i Mari Lipić (1870.–1922). Odrastao je u Trstu, gdje je njegov otac radio kao direktor pomorske biološke stanice. U kasnoj 1914. familija Kori se seli u Prag i Karl se upisuje na medicinski fakultet Karlovog univerziteta u Pragu. Za vreme studija upoznaje Gerti Terezu Radnic. Bio je ušao u Austrougarsku vojsku i služio u skijaškim odredima, ali kasnije je prebačen u sanitet, za što je osnovao i laboratoriju u Trstu. Krajem rata Karl završava studije, i diplomira medicinu zajedno s Gerti 1920 godine. Karl i Gerti venčaju se iste godine i rade zajedno u klinici u Beču.

## Karijera
Karl je pozvan u Grac kako bi radio s Otom Levijem na izučavanju efekata vagusnog živca na rad srca (Levi će za ovaj rad dobiti Nobelovu nagradu za fiziologiju i medicinu 1936). Dok je Karl radio u Gracu, Gerti je ostala u Beču. Godinu dana kasnije Karlu je ponuđeno mjesto u Državnom institutu za studije malignih bolesti (danas Rozvel Park kancer institut) u Bufalu, te se cila porodica Korijevih seli u Bufalo. Godine 1928. postaju državljani Sjedinjenih Američkih Država.
U Institutu u Bufalu, istraživanja Korijevih su imala fokus na metabolizmu ugljenih hidrata što je rezultiralo konačnim otkrivanjem Korijevog ciklusa 1929. Godine 1931. Karl prihvata mesto na medicinskom fakultetu Univerziteta Vašington u Sent Luisu. Započinje kao profesor farmakologije, a 1942. postaje profesor biohemije. U St. Luisu, Korijevi nastavljaju sa svojim istraživanjima na glikogenu i glukozi i opisuju proces glikogenolize, te identifikuju i sintetišu važan enzim glikogen fosforilazu. Za svoja istraživanja dobijaju Nobelovu nagradu za fiziologiju i medicinu 1947. godine.
Gerti umire 1957. Karl se ponovo venčava s Anom Ficdžerald Džons 1960. Ostaje u Univerzitetu Vašington do 1966, kad se povlači s katedre u institutu za biohemiju. Postavljen je za gostujućeg profesora biološke hemije na Univerzitetu Harvard, ali je zadržao laboratoriju u Opštoj bolnici Masačusetsa, gde je nastavio svoja istraživanja na području genetike. Od 1968. do 1983. surađivao je s poznatom genetičarkom Salome Glikson-Velčom iz Albert Ajnštajnovog koledža za medicinu u Njujorku, do 1980-ih kad ga je bolest sprečila u daljem radu. Godine 1976. Karl je nagrađen s laurea honoris causa u medicini na Univerzitetu u Trstu. Karl deli zvezdu s Gerti na šetalištu poznatih u Sent Luisu.

## Nagrade i priznanja
Osim što je osvojio Nobelovu nagradu, Kori je 1946. osvojio Nagradu Alberta Laskera za temeljna medicinska istraživanja, a 1959. Austrijski znak časti za nauku i umetnost. Godine 1950. izabran je za stranog člana Kraljevskog društva (ForMemRS),. a u njegovu čast nazvana je počasna profesura Karla Korija na Vašingtonovom univerzitetu, koju trenutno drži Kolin Nilols.

## Spoljašnje veze
Mediji vezani za članak Karl Ferdinand Kori na Vikimedijinoj ostavi